# Metting
Metting là một xã trong vùng Grand Est, thuộc tỉnh Moselle, quận Sarrebourg, tổng Phalsbourg. Tọa độ địa lý của xã là 48° 48' vĩ độ bắc, 07° 12' kinh độ đông. Metting nằm trên độ cao trung bình là m mét trên mực nước biển, có điểm thấp nhất là 238 mét và điểm cao nhất là 316 mét. Xã có diện tích 5,21 km², dân số vào thời điểm 1999 là 302 người; mật độ dân số là 57 người/km². Metting nằm khoảng 15 km về phía đông bắc của Sarrebourg, thuộc Pháp từ năm 1766.

## Thông tin nhân khẩu
| 1962 | 1968 | 1975 | 1982 | 1990 | 1999 |
| ---- | ---- | ---- | ---- | ---- | ---- |
| 301  | 307  | 299  | 301  | 306  | 302  |